# Крафтс, Алден Спрингер
Алден Спрингер Крафтс (англ. Alden Springer Crafts, 25 июня 1897, Форт-Коллинс, Колорадо, США — 9 февраля 1990, Беркли, США) — американский ботаник.

## Биография
Родился 25 апреля 1897 года в Форт-Коллинсе. В 1922 году поступил в Калифорнийский университет, который он окончил в 1927 году. С 1931 по 1936 год работал на опытной сельскохозяйственной станции в Дейвисе. В 1936 году вернулся в Калифорнийский университет и посвятил ему всю оставшуюся жизнь, при этом в 1946 году был избран профессором ботаники.
Скончался 9 февраля 1990 года в Беркли.

## Научные работы
Основные научные работы посвящены систематике, анатомии растений, вопросам водного режима, передвижения питательных веществ, применения гербицидов и их действия на растения. Являлся представителем физиологического направления в анатомии растений.
Доказал, что флоэма в эволюционном отношении древнее ксилемы.

## Избранные сочинения
- Крафтс А., Карриер Х., Стокинг К. «Вода и её значение в жизни растений».— М.: Издательство иностранной литературы, 1951.— 388 с.